# Curtea Penală Internațională

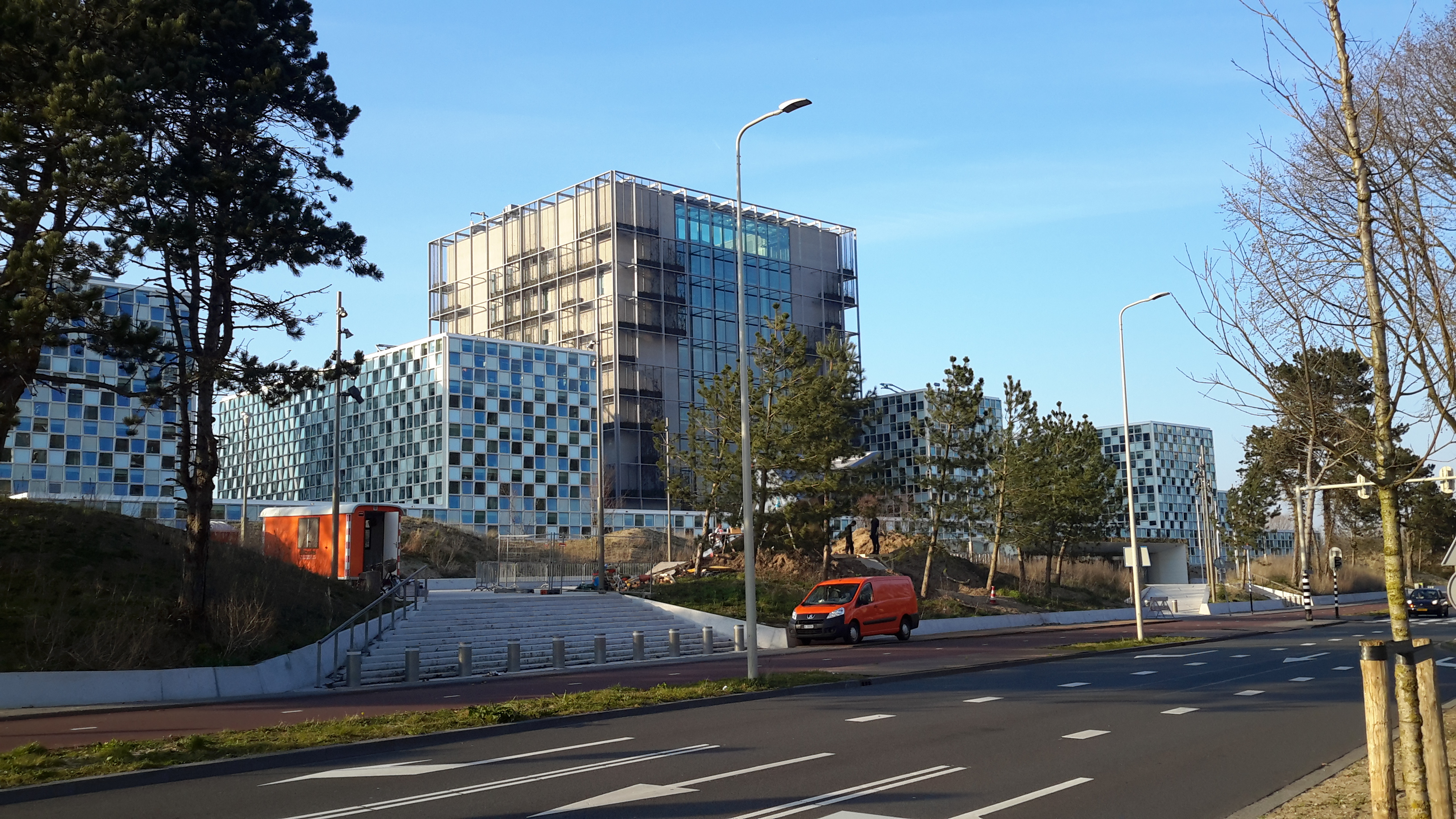
Sediul Curții Penale Internaționale de la Haga, Țările de Jos. Curtea s-a mutat în această clădire în decembrie 2015.

Curtea Penală Internațională (numită uneori și Tribunalul Penal Internațional) este o instanță de justiție internațională permanentă, cu sediul la Haga, în Țările de Jos. Menirea și scopul acestei instituții juridice internaționale este de a judeca persoane care au comis genocide, crime de război, crime împotriva umanității și crima de agresiune.

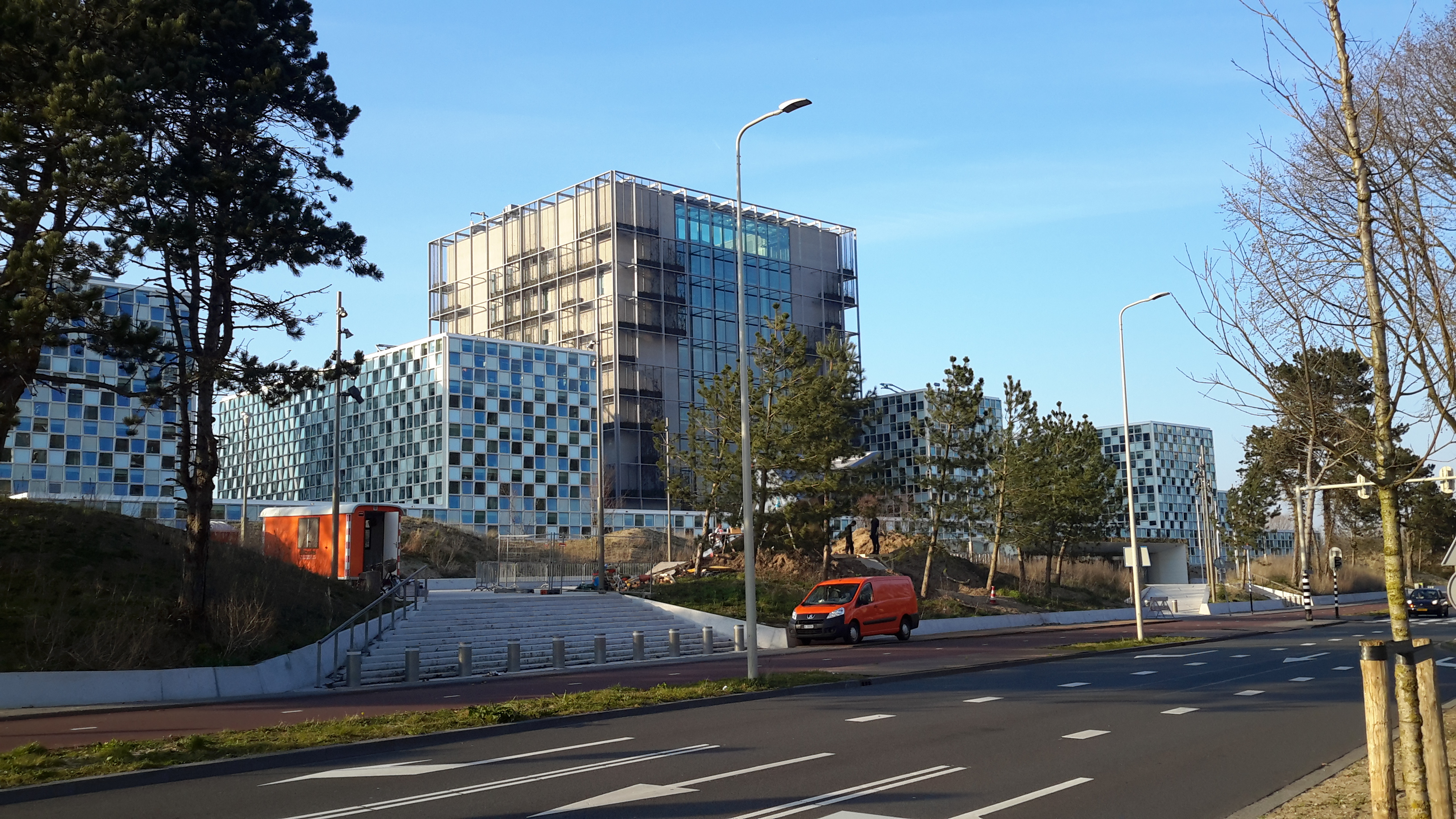
Sediul Curții Penale Internaționale, Haga, Țările de Jos

Curtea este compusă din 18 magistrați, care au fost învestiți în funcție pe 11 martie 2003, dintre care în rangul cel mai înalt este canadianul Philippe Kirsh.
Instanța nu poate judeca cauze retroactive ci numai cazuri provenite după 1 iulie 2002.
Până în mai 2004, 94 de țări au ratificat statutul tribunalului, printre care și România. Tratatul nu a fost nici semnat nici ratificat de câteva țări importante precum Statele Unite, Rusia, China, Israel și Irak. De fapt, Statele Unite și Israelul au semnat inițial tratatul însă au anunțat ulterior că își retrag semnătura.
Prin statutul ei, Curtea Penală Internațională are două competențe: materială și personală. Competența materială presupune posibilitatea Curții de a judeca  și  pedepsi  persoanele  fizice  vinovate  de  comiterea unor infracțiuni deosebit de  grave, care aduc atingere intereselor de ansamblu ale comunității internaționale, respectiv:
- Crima  de  genocid  definită  drept  "orice  acte  comise  cu  intenția  de  a distruge,  în  totalitate  sau  în  parte,  un  grup  național,  etnic,  rasial  sau  religios  prin: uciderea  membrilor  grupului; atingerea gravă a integrității  fizice și psihice  a membrilor  grupului; supunerea  intenționată a grupului la  condiții de existență care să conducă la distrugerea sa fizică totală sau parțială;  măsuri vizând împiedicarea nașterilor în cadrul grupului; transferul forțat de copii de la un grup la altul".

- Crime contra umanității, care includ actele comise în cadrul unui atac generalizat sau lansat sistematic asupra populației civile: ucidere, exterminare, sclavaj, deportare sau transfer forțat de populație, condamnarea la închisoare, sau  alte forme de privare gravă de libertate, tortură, viol, sclavie sexuală, prostituție forțată, sarcină sau sterilizare forțată, sau orice altă formă de violență sexuală de gravitate comparabilă, persecutarea unui grup pentru motive de ordin politic, rasial, național, etnic, cultural, religios sau bazat pe sex, sau în funcție de alte criterii universal recunoscute ca inadmisibile în dreptul internațional, crimă de apartid și alte acte inumane cu un caracter similar, cauzatoare de suferințe puternice și care aduc atingere gravă integrității fizice sau mentale.

- Crimele de război, în special cele care se înscriu în cadrul unui plan sau  al unei politici elaborate, potrivit Convențiilor de la Geneva din 1949 privind dreptul umanitar și a altor convenții și cutume internaționale: omuciderea intenționată; tortura sau tratamentele inumane, inclusiv experiențele biologice; provocarea cu intenție a unor suferințe puternice sau a unor atingeri grave a integrității fizice; distrugerea și însușirea de bunuri, nejustificată de necesități militare și executată pe o scară largă, în mod ilicit; constrângerea unui prizonier   de război să servească interesele unei armate străine; privarea intenționată a unui prizonier de război de dreptul la un proces echitabil; deportarea sau arestarea ilegală; luarea de ostatici; lansarea de atacuri deliberate împotriva populației civile și a bunurilor acesteia; lansarea de atacuri deliberate împotriva misiunilor  umanitare și de menținere a păcii; lansarea unui atac deliberat atunci când este  evident că acesta va produce pierderi de vieți și pagube materiale în rândul populației civile; uciderea sau rănirea combatanților inamici după ce aceștia s-au predat; portul unor însemne militare sau a uniformei inamice, atunci când are drept urmare pierderea de vieți sau rănirea gravă a adversarului; stabilirea de către puterea ocupantă a unei părți din populația sa în teritoriul ocupat, precum și transferul în interiorul acestui teritoriu sau în afara lui a unei părți sau a totalității populației băștinașe; lansarea de atacuri deliberate împotriva construcțiilor destinate uzului religios, educativ, artistic, științific sau caritabil, precum și împotriva monumentelor istorice și a spitalelor, atunci când acestea nu sunt obiective militare; supunerea prizonierilor la experiențe medicale și științifice; distrugerea sau confiscarea bunurilor inamice, atunci când nu sunt impuse de necesități militare; obligarea naționalilor părții adverse la participarea la  operațiuni de război îndreptate împotriva propriei țări; jefuirea localităților ocupate; utilizarea otrăvurilor, a gazelor asfixiante, precum și a armelor de natură să provoace inamicului suferințe inutile; atingerea demnității persoanei, prin  tratamente umilitoare și degradante; violul, sclavia sexuală, prostituția forțată, sterilizarea forțată; utilizarea ostaticilor civili pentru a proteja zone sau forțe militare; atacurile deliberate împotriva clădirilor, materialelor, unităților și mijloacelor de transport sanitare care utilizează semnele distinctive prevăzute prin  Convențiile de la Geneva; înfometarea deliberată a civililor; înrolarea tinerilor sub 15 ani.

Competența personală se referă la posibilitatea Curții de a judeca și pedepsi persoanele fizice vinovate de comiterea infracțiunilor precizate mai sus, dacă au împlinit vârsta de 18 ani. Calitatea oficială de șef de stat sau de guvern, de președinte de parlament, de demnitar sau funcționar public nu exonerează pe autorul faptei de răspundere penală în fața Curții și nici nu constituie un motiv de  reducere a pedepsei. Imunitățile sau regulile de procedură speciale care însoțesc calitatea oficială a unei persoane nu împiedică Curtea să își exercite competența față de persoana în cauza. Răspunderea penală a persoanelor fizice, este o răspundere individuală. Nu se admite răspunderea colectivă a acestora.

## Finanțe
CPI este finanțat din contribuțiile statelor părți. Suma plătibilă de fiecare stat parte este determinată folosind aceeași metodă ca și Organizația Națiunilor Unite: contribuția fiecărui stat se bazează pe capacitatea de plată a țării, ceea ce reflectă factori precum venitul național și populația. Suma maximă pe care o singură țară o poate plăti în orice an este limitată la 22% din bugetul Curții; Japonia a plătit această sumă în 2008.
În 2007, Curtea a cheltuit 80,5 milioane de euro. Adunarea statelor părți a aprobat un buget de 90,4 milioane EUR pentru 2008,101,2 milioane EUR pentru 2009, și 141,6 milioane EUR pentru anul 2017. Începând cu aprilie 2017, personalul ICC a constat din 800 de persoane din aproximativ 100 de state.